# Domicio Alejandro
Lucio Domicio Alejandro (en latín, Lucius Domitius Alexander) fue un oficial y usurpador contra el augusto Majencio (r. 306-312) y su padre Maximiano, ellos mismos usurpadores contra Severo II y Constantino I. Originalmente era un vicario de África, se rebeló en 308 o 309 al recibir órdenes de enviar a su hijo como rehén hacia Roma. Las tropas lo elevaron a augusto y gobernó situado en África hasta 309 o 310, cuando fue derrotado y asesinado por estrangulamiento por el prefecto pretoriano Cayo Ceionio Rufio Volusiano y por el general Zenas.

## Vida

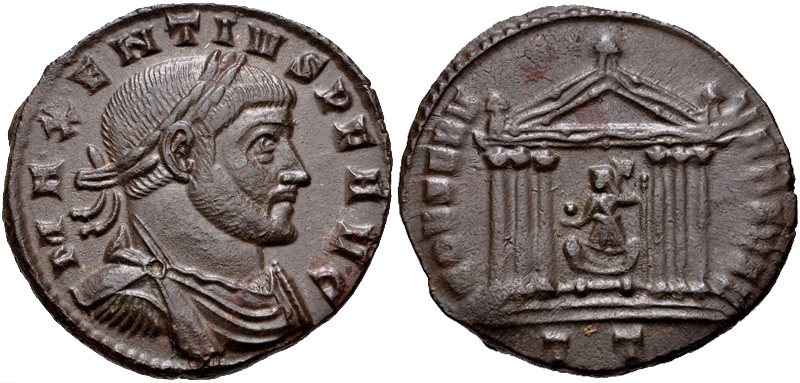
Follis de Majencio (r. 306-312) emitido en Ticinum c. 307-308.

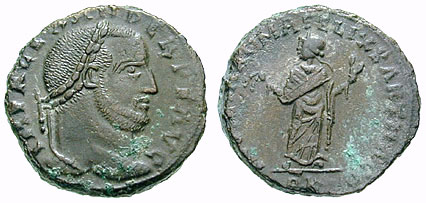
Follis de Alejandro.

Alejandro era nativo de Frigia, según Zósimo, o de Panonia según Sexto Aurelio Víctor. La fecha exacta de su nacimiento se desconoce, pero se sabe que se encontraba durante su vejez cuando apareció en fuentes de la década del 300. Es mencionado por primera vez en el 308, cuando ocupó el cargo de vicario de África. Puede que haya sido Valerio Alejandro, quien tomó la misma posición desde 303 hasta 306, lo que significa, en caso de que esta asociación sea correcta, que Alejandro cambió de nombre al ascender al trono en 308 y que su mandato duró desde 303 hasta 308; una inscripción cita que Valerio Alejandro también fue vir perfectissimus.
En 308 o 309, según Zósimo, Majencio (r. 306-312) envió su retrato a África para obtener el reconocimiento como emperador, pero las tropas se resistieron a causa de su lealtad a Galerio (r. 293-311). Majencio ordenó que Alejandro enviara a su hijo —no se tiene constancia de su nombre— hacia Roma como rehén para garantizar su lealtad, pero este se negó y fue nombrado augusto por su ejército. Según François Paschoud, el incidente fue ocasionado por motivo del conflicto entre Majencio y su padre Maximiano, a comienzos de 308, y Zósimo confundió a Galerio por Maximiano en su relato. André Chastagnol, y otros autores de la PLRE concuerdan con esta fecha, pero Pierre Salama sugiere que la usurpación ocurrió en 309.
El 11 de noviembre, Galerio organizó una conferencia en Carnunto, en la que participaron Diocleciano, Maximiano, Licinio, Maximino Daya y Constantino. En dicha conferencia, se restablecieron las posiciones de Galerio, Maximino y de Constantino —el primero como augusto, y los otros dos como césares, de Oriente y de Occidente respectivamente—, en cuanto a Licinio fue elevado a la posición augustal de Occidente, Maximiano fue removido de la estructura imperial y Majencio y Alejandro fueron vistos como usurpadores. A pesar de su situación desfavorecida, Alejandro al parecer solicitó ayuda a Constantino, este la terminó por aceptar con cautela con la esperanza de presionar a Majencio; él reconoció a Constantino en sus inscripciones, pero Constantino no lo reconoció. Salama sugiere que el pacto se firmó durante el otoño de 310.
Pocas tropas romanas se encontraban en África, por lo que Alejandro optó por reclutar a getulos y a mauros, pero esto no solucionaba su vulnerabilidad a un ataque rápido. Además de las provincias de África, contaba con Cerdeña, controlada por Lucio Papio Pacatiano, y el mar que separaba Italia y África; estas pronvicias eran las encargas de abastecer de cereales a Roma. Debido a tal situación, hubo escasez de raciones, lo que llevó a Majencio a aumentar los impuestos, sobre todo los que pagaban los senadores. Además, envió a su prefecto pretoriano Cayo Ceionio Rufio Volusiano y a Zenas para sofocar la rebelión. Aparentemente las tropas de Alejandro no mostraron mucha resistencia debido a la falta de entrenamiento frente a los bien preparados ejércitos de Volusiano, por lo que varias ciudades, incluida Cartago, fueron atacadas. 
Ante estas circunstancias, Alejandro huyó a Cirta, ciudad que fue atacada, conquistada y saqueada, y en consecuencia, fue capturado y estrangulado. Después, los subordinados de Majencio lidiaron una purga de los partidarios conocidos y sospechosos de Alejandro, muchos terminaron siendo asesinados y los que huyeron terminaron con todas sus propiedades confiscadas.

## Numismática
Alejandro emitió áureos y follis en la Casa de la Moneda de Cartago, que Maximiano estableció en 296 o 297. El reverso de sus monedas homenajeaba en su mayoría a la ciudad de Cartago y la provincia de África, además de aludir a su deseo de reconocimiento por las autoridades legítimas del Imperio Romano. Sus acuñaciones fueron escasas y están constantadas varias falsificaciones.